# District de Kitwe
Le district de Kitwe est un district de Zambie, situé dans la province du Copperbelt. Sa capitale se situe à Kitwe. Selon le recensement zambien de 2000, le district a une population de 376 124 personnes.